# José da Cunha Brochado
José da Cunha Brochado (Cascais, b. 8 de abril de 1651 — 1733) foi um diplomata e magistrado português.

## Biografia
Filho de António da Cunha da Fonseca e de sua mulher Joana Inguinhol (?) e afilhado de Belchior da Cunha e de Ângela (?) da Cunha.
Estudou Cânones na Faculdade de Cânones da Universidade de Coimbra, saindo bacharel em 1672 e doutor em 1673.
Foi magistrado em Lisboa.
Iniciou o seu percurso no palco das relações internacionais na qualidade de Secretário de Embaixada de D. Luís Álvares de Castro, 2.º Marquês de Cascais e 7.º Conde de Monsanto, entre 1695-1704 em Paris, França.
Foi uma das cinco testemunhas dos dois voos da Passarola do Padre Bartolomeu de Gusmão.
Enquanto diplomata português, participou nas negociações do Tratado de Utreque e foi nomeado por D. João V de Portugal para negociar em Madrid o casamento entre o futuro D. José I de Portugal e D. Mariana Vitória de Bourbon e outras questões pendentes entre Portugal e Espanha.
Foi um enviado extraordinário de Portugal para Londres entre 1710 e 1715.
Da sua vasta obra, destacam-se «Cartas e negociações do tempo em que residiu na Corte de França sendo enviado extraordinário e Cartas e negociações do tempo em que residiu na Inglaterra, sendo enviado na mesma Corte».
Em suas cartas e memórias, Brochado revelou não somente aspetos relacionados com a vida na corte, mas com o comportamento adotado por esse embaixador, ao qual a ele delegava. Percebe-se que a estada nas cortes europeias demandava não somente conhecimento político, mas também habilidade para circular nos mais diferentes ambientes e conviver com hábitos sociais e culturais bastante distintos, características essas que acreditava ter. Correspondeu-se com Manuel Pinheiro Arnaut. Estrangeirado, defendeu a extinção da Inquisição e a reabilitação dos Judeus.
Foi Fidalgo da Casa Real e Cavaleiro da Ordem de Cristo.
Ascendeu aos lugares de Chanceler das Ordens Militares, Censor e Diretor da Academia Real da História Portuguesa.
A Rua José da Cunha Brochado, na Freguesia e no Concelho de Cascais, da sua naturalidade, recebeu o seu nome.